# Közönséges karcsúbagoly
A közönséges karcsúbagoly (Hypena rostralis) a rovarok (Insecta) osztályának a lepkék (Lepidoptera) rendjébe, ezen belül a bagolylepkefélék (Noctuidae) családjába tartozó faj.

## Elterjedése
Egész Európába Skandináviából terjedt el. Kis-Ázsiában és Szibériában széles körben elterjedt. Kedveli az erdők szélét, tisztásokat, tengeri területeket, elterjedt a kertekben, parkokban és termőföldeken, a hegyekben 1600 méterig figyelték meg.

## Megjelenése
- lepke: szárnyfesztávolsága: 27–32 mm, az első szárnyak sötét szürkék, világosbarnák. Az enyhén hullámos keresztirányú vonal húzódik a szárny közepén. A fejen jellegzetes, nagyon hosszú orr van.
- hernyó:  zöld  hátul sötétebb,  az oldalvonala fehér.  A fej sárgás-barna.
- báb: sötétbarna és viszonylag keskeny.

## Életmódja
- nemzedék:  1-2 nemzedék évente.  A generációs sorozat nagyon egyenetlen, az első nemzedék június / júliusban repül, a második, ha kedvezőek a feltételek, ősszel, ekkor a lepkék is áttelelhetnek.
- hernyók tápnövényei:  közönséges komló (Humulus lupulus) a csalán (Urtica), vagy málna (Rubus idaeus) és a szeder (Rubus fruticosus).

## Fordítás
- Ez a szócikk részben vagy egészben  a   Hopfen-Zünslereule című német Wikipédia-szócikk fordításán alapul.  Az eredeti cikk szerkesztőit annak laptörténete sorolja fel. Ez a jelzés csupán a megfogalmazás eredetét és a szerzői jogokat jelzi, nem szolgál a cikkben szereplő információk forrásmegjelöléseként.